# マーク・エドワージー

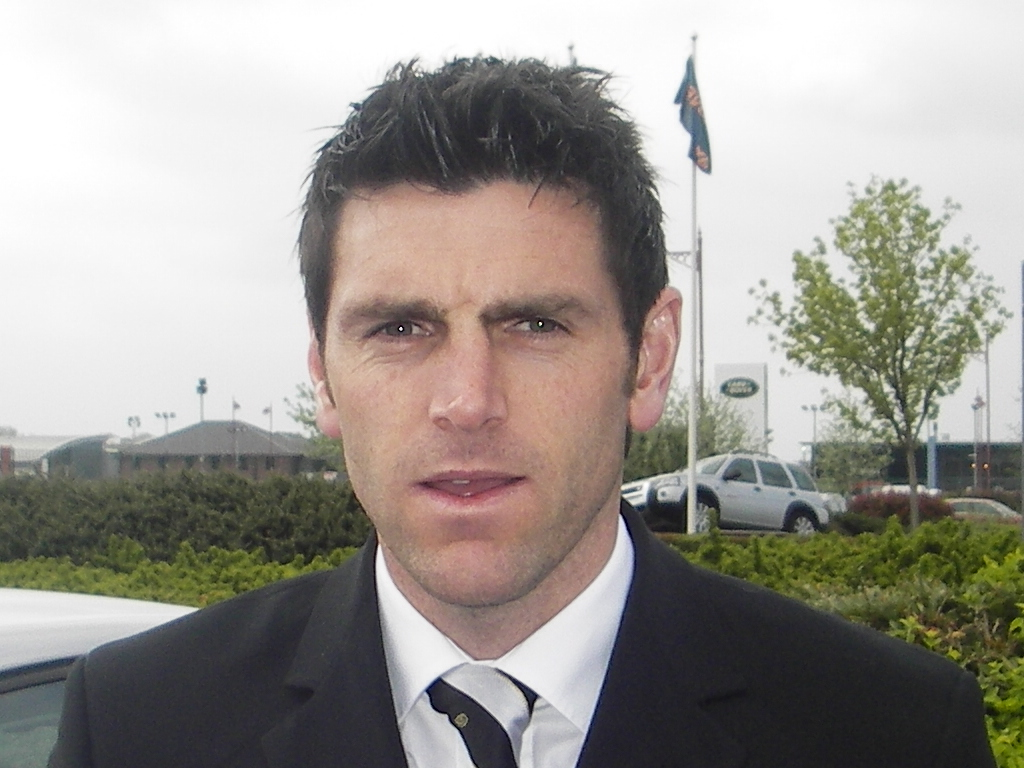
マーク・エドワージー

マーク・エドワージー（Marc Edworthy, 1972年12月24日）は、イングランド・デヴォン出身の元サッカー選手。現役時代のポジションはDF。

## 経歴
2009年8月から1か月間、フットボールリーグ2のバートン・アルビオンFCでプレー。以後は無所属の状態となっていたが、2009年10月に現役引退を表明した。

## 所属クラブ
- プリマス・アーガイルFC 1991-1995
- クリスタル・パレスFC 1995-1998
- コヴェントリー・シティFC 1998-2002
- ウルヴァーハンプトン・ワンダラーズFC 2002-2003
- ノリッジ・シティFC 2004-2005
- ダービー・カウンティFC 2005-2008
- バートン・アルビオンFC 2009